# Top Secret!
Top Secret! är en amerikansk komedifilm från 1984. Den regisserades av David Zucker, Jim Abrahams och Jerry Zucker. De tre regissörerna skrev manuset tillsammans med Martyn Burke.
Filmen var Val Kilmers genombrott. Musiken komponerades av Maurice Jarre.

## Miljö och humor
Top Secret! följer en tradition av galen humor och parodi som Abrahams och bröderna Zucker hade etablerat med Titta vi flyger (1980) och Den nakna polisen (1982), och som de sedan fortsatte med i filmserierna Den nakna pistolen och Hot Shots! Höjdarna! Utöver att parodiera andra filmer är en stor del av humorn baserad på rekvisita och kameraperspektiv samt slapstick, med inslag av ordvitsar.
Filmen utspelar sig i Östtyskland, men blandar fritt in många element från Nazityskland och franska motståndsrörelsen under andra världskriget. Filmen parodierar främst spionfilmer och Elvis Presley-filmer. Huvudpersonen Nick Rivers är en rockstjärna vars musik låter som eller är covers av Elvis Presley, The Beach Boys och Little Richard, och han har flera sångnummer i filmen. Flera scener är direkta parodier av andra filmer, bland annat Hillarys uppväxt på en öde ö, som är en parodi på Den blå lagunen, och den avslutande slagsmålsscenen, som är en parodi på westernfilmer.
Scenen på den svenska bokhandeln är inspelad baklänges. Spelar man upp den baklänges hörs dialogen klart och tydligt.

## Handling
Filmen handlar om den amerikanske rockstjärnan Nick Rivers (spelad av Val Kilmer). Han reser tillsammans med sin manager Martin (Billy J. Mitchell) till Östtyskland för att uppträda på en kulturfestival. Vid en bankett träffar han Hillary (Lucy Gutteridge). De två fattar tycke för varandra, men hon jagas av poliser och försvinner iväg till sitt hotellrum medan Nick gör ett sångnummer. På hotellrummet träffar hon agenten Cedric (Omar Sharif) som säger åt henne att ta hans plats och träffa motståndsrörelsens ledare "The Torch" på kvällens föreställning av Nötknäpparen. Även Nick sitter i publiken, inbjuden av borgmästaren (Gertan Klauber). Han får syn på Hillary. När han ser henne bli överfallen springer han för att rädda henne. De två flyr från beväpnade vakter. Nick låter sig bli tillfångatagen för att rädda Hillary. Han blir satt i Fleurgendorffängelset där han får veta att han kommer att avrättas om polisen som han räddade Hillary ifrån avlider av sina skador. När han försöker att fly från sin cell hittar han en hemligt rum där doktor Paul Flammond (Michael Gough) hålls fången och tvingas utveckla sjöminan Polaris, som har en magnet så stark att den drar till sig ubåtar från flera kilometers avstånd.
Nick upptäcks och återförs till sin cell. För att undvika diplomatiska problem släpps han dock fri för att uppträda på kulturfestivalen. Han gör sin konsert inför hundratals skrikande unga kvinnor. Efter konserten hjälper Hillary honom att fly. Hon avslöjar att hon är med i motståndsrörelsen och att hennes far är Paul Flammond. De tar sig till en svensk bokhandel vars ägare Sven Jörgensen (Peter Cushing) också är med i motståndsrörelsen. Han lovar att hjälpa dem hitta "The Torch" och att de får gömma sig i bokhandelns loft över natten. På loftet lär de känna varandra bättre. Hillary berättar att hon som barn blev strandsatt på en öde ö med pojken Nigel. De två växte upp tillsammans utan några vuxna. En dag försvann Nigel spårlöst, och Hillary själv blev snart räddad. Nick berättar att han som barn övergavs på en galleria. Han fick bo där. En dag skrev han en jingel på sin gitarr, och blev världsberömd musiker. När han har spelat sin jingel för Hillary kan de inte hålla händer ifrån varandra.
Dagen efter får de skjuts i ett hölass till motståndsrörelsens gömställe. Där träffar de flera motståndsmän, alla fransmän, och den engelske ledaren "The Torch", som visar sig vara Nigel (Christopher Villiers). Hillary faller i hans armar. Nigel avslöjar att det finns en förrädare bland dem. Han välkomnar Nicks information om doktor Flammond och lovar att hjälpa honom att fly landet. Snart dyker östtyska trupper upp och anfaller gömstället. De lyckas försvara sig, lämnar gömstället och sammanstrålar på restaurangen Der Pizza Haus. Där går de igenom planen att frita doktor Flammond och flyga honom i säkerhet. De inser att de behöver Nick eftersom han är den enda som hittar i fängelset, samtidigt som de inte litar på honom eftersom han dök upp samtidigt som de östtyska trupperna. För att bevisa att han är rockstjärnan Nick Rivers gör han ett sångnummer inne på restaurangen.
Morgonen därpå släpps Nick, Hillary och Nigel, samt motståndsmännen Du Quois (Harry Ditson), Déjà Vu (Jim Carter) och Chocolate Mousse (Eddie Tagoe) ner med fallskärm utanför Fleurgendorffängelset. Nigel och Du Quois klär ut sig till en ko och smiter in genom grinden. Väl inne lyckas de stänga av strömmen till elstängslet så att Nick, Déjà Vu och Chocolate Mousee kan ta sig in och frita doktor Flammond. Nigel visar sig dock vara förrädaren och sätter på strömmen igen, vilket gör att larmet går. Han kidnappar Hillary och kör därifrån i en lastbil. Nick följer efter på motorcykel. Han försöker ta kontroll över lastbilen, men drar med sig Nigel ner i en sjö. De två slåss i en undervattenssaloon. Nick vinner till slut. Hillary kommer och hämtar honom på motorcykeln. De åker till flygplanet där doktor Flammond och de andra väntar. Filmen slutar med att Nick, Hillary och doktor Flammond flyger iväg.

## Rollista
- Val Kilmer – Nick Rivers
- Lucy Gutteridge – Hillary Flammond
- Peter Cushing – Bokhandelsägaren (Sven Jörgensen)
- Jeremy Kemp – General Streck
- Christopher Villiers – Nigel "The Torch"
- Warren Clarke – Överste von Horst
- Harry Ditson – Du Quois
- Jim Carter – Déjà Vu
- Eddie Tagoe – Chocolate Mousse
- Omar Sharif – Agent Cedric
- Michael Gough – Doktor Paul Flammond